# Felice Minotti
Felice Minotti, né le 19 novembre 1887 à Milan  et mort le 21 mars 1963 à Turin, est un acteur italien. Il est apparu dans 91 films entre 1908 et 1963.

## Filmographie partielle
- 1914 :  Cabiria de Giovanni Pastrone
- 1916 : Le Feu  (Il fuoco) de Giovanni Pastrone
- 1924 : La casa dei pulcini de Mario Camerini
- 1925 : Maciste aux enfers de Guido Brignone
- 1938 : Luciano Serra, pilote ( Luciano Serra pilota) de Goffredo Alessandrini
- 1938 : Sous la Croix du Sud (Sotto la croce del sud) de Guido Brignone
- 1938 : Pietro Micca d'Aldo Vergano
- 1939 : Les Robinsons de la mer (Piccoli naufraghi) de Flavio Calzavara
- 1943 : Gli ultimi filibustieri de Marco Elter
- 1948 : Arènes en folie (Fifa e arena) de Mario Mattoli
- 1948 : Harem nazi (Accidenti alla guerra!...) de Giorgio Simonelli
- 1949 : Le Chevalier de la révolte (Vespro siciliano) de Giorgio Pàstina
- 1950 : Fra Diavolo (Donne i briganti) de Mario Soldati
- 1951 : O.K. Néron ! (O.K. Nerone) de Mario Soldati
- 1956 : Totò quitte ou double (Totò lascia o raddoppia?) de Camillo Mastrocinque
- 1958 : Un morceau de ciel (Un ettaro di cielo) d'Aglauco Casadio

## Crédit d'auteurs
- (en) Cet article est partiellement ou en totalité issu de l’article de Wikipédia en anglais intitulé « Felice Minotti » (voir la liste des auteurs).